# Fayray Live Tour 2004 HOURGLASS -Love At Last-
『Fayray Live Tour 2004 HOURGLASS -Love At Last-』（フェイレイ ライブ ツアー 2004 アワーグラス -ラブ アット ラスト-）は2005年6月8日にリリースされたFayrayのライブDVD。発売元はR and C。

## 収録内容
1. 口づけ
2. living without you
3. first time
4. 願い
5. 好きだなんて言えない
6. 樅の木-樹の組曲-
7. 名前
8. 白い二月
9. Interlude
10. Baby if,
11. tears
12. 愛しても愛し足りない
13. look into my eyes